# Ophiomyia chinensis
Ophiomyia chinensis är en tvåvingeart som beskrevs av Mitsuhiro Sasakawa 1988. Ophiomyia chinensis ingår i släktet Ophiomyia och familjen minerarflugor. Inga underarter finns listade i Catalogue of Life.